# Dysschema grassator
Dysschema grassator là một loài bướm đêm thuộc phân họ Arctiinae, họ Erebidae.